# Gabriel (Gorodkow)
Gabriel, imię świeckie Jegor Iwanowicz Gorodkow (ur. 6 kwietnia?/17 kwietnia 1785 w Gorodkowiczach, zm. 26 marca?/7 kwietnia 1862) – rosyjski biskup prawosławny, święty czczony lokalnie w eparchii riazańskiej Rosyjskiego Kościoła Prawosławnego.

## Życiorys
Ukończył seminarium duchowne w Riazaniu. W 1814 ukończył wyższe studia teologiczne w Petersburskiej Akademii Duchownej z tytułem magistra nauk teologicznych. Został zatrudniony jako wykładowca w seminarium duchownym w Riazaniu. Wieczyste śluby mnisze złożył w roku następnym, wtedy też przyjął święcenia kapłańskie. W 1816 otrzymał godność archimandryty i został przełożonym monasteru Trójcy Świętej w Riazaniu. W roku następnym na krótko został inspektorem seminarium duchownego w Riazaniu, lecz jeszcze w tym samym roku został przeniesiony na stanowisko rektora seminarium duchownego w Orle w celu przeprowadzenia jego reformy wewnętrznej wynikającej z ukazów Świątobliwego Synodu Rządzącego. Równocześnie został przełożony monasteru Zaśnięcia Matki Bożej w Orle. W 1819 został przeniesiony na stanowisko rektora seminarium duchownego w Niżnym Nowogrodzie, które łączył z obowiązkami przełożonego monasteru św. Makarego Żółtowodzkiego, zaś od 1821 - Pieczerskiego Monasteru Wniebowstąpienia Pańskiego w Niżnym Nowogrodzie.
20 maja 1828 przyjął chirotonię biskupią i objął katedrę kałuską i borowską. Po trzech latach został biskupem mohylewskim i witebskim. Działał na rzecz likwidacji Kościoła unickiego na terenie swojej eparchii. Osobiście przyczynił się do przyjęcia prawosławia przez 6 tys. unitów. W 1833 otrzymał godność arcybiskupią. W 1837 przeniesiony ponownie, na katedrę riazańską. W latach 1841–1843 był kadencyjnym członkiem Świątobliwego Synodu Rządzącego. Cieszył się powszechnym szacunkiem ze strony wiernych, jak również członków innych Kościołów. W eparchii riazańskiej przeprowadził szereg remontów cerkwi, organizował również budowę nowych świątyń. W 1853 otworzył w Riazaniu szkołę dla dziewcząt z rodzin duchownych.
W 1858 odszedł w stan spoczynku i zamieszkał w monasterze św. Olgi w ujeździe riazańskim, gdzie mieszkał na prawach przełożonego. Przyczyną jego rezygnacji z katedry był incydent, do jakiego doszło w czasie obiadu w jednym z żeńskich monasterów eparchii, gdy nieznany człowiek wszedł do refektarza i uderzył biskupa. Gabriel (Gorodkow) zmarł cztery lata później i został pochowany na terenie klasztoru.
Autor przekładu psalmów oraz pieśni paraliturgicznych.
W 1999 został kanonizowany jako święty czczony lokalnie w eparchii riazańskiej. Od 2002 jest czczony także w Soborze Świętych Białoruskich.